# Bernard Berrou
Pour les articles homonymes, voir Berrou.
 (juin 2018).
Si vous disposez d'ouvrages ou d'articles de référence ou si vous connaissez des sites web de qualité traitant du thème abordé ici, merci de compléter l'article en donnant les références utiles à sa vérifiabilité et en les liant à la section « Notes et références ».
Bernard Berrou, né à Pont-l'Abbé (Finistère) le 7 mars 1949, est un écrivain français, romancier, chroniqueur, auteur de récits de voyage, ancien professeur de lettres. Il est lauréat du Prix Bretagne 2018 pour l'ensemble de son œuvre.

## Biographie
Bernard Berrou suit ses études secondaires au lycée de Pont-l'Abbé, puis ses études de lettres modernes à Brest. Il partage sa vie entre la Bretagne (baie d'Audierne) et l'ouest irlandais (West-Cork et Clare).
À dix-sept ans, il rencontre le peintre Jean Bazaine qui va beaucoup le marquer. Il mène une activité de peintre jusqu'à la fin des années 1980. Puis commence une vie de voyages (Grande-Bretagne, Allemagne, Portugal et Chili) qui vont nourrir ses livres. Il se rend pour la première fois en Irlande en 1971 et se lie d'amitié avec Michel Déon. Ses séjours fréquents en Irlande, son attrait pour les grands espaces, seront de grandes inspirations pour ses récits. Il entre dans la vie littéraire en 1996 avec Une Saison en Irlande qui obtient le prix Pierre Mocaêr et fait l'objet d'un coup de cœur à l'émission de PPDA Ex-Libris. En 2000 il obtient le Grand Prix des Écrivains bretons pour son roman Le Voyage d'Octobre. En 2014, Irlande, The West obtient le Grand prix des Iles du Ponant au Salon du livre insulaire d'Ouessant. En 2018, il obtient le Prix Bretagne pour l'ensemble de son œuvre.
Depuis 2009, il donne des conférences en France et en Irlande. Il publie des articles dans diverses revues en Bretagne.
Son œuvre, teintée de romantisme, marquée par Chateaubriand, Gracq et Jünger, se lit comme la quête permanente d'un monde menacé par la modernité. Elle s'oriente vers la littérature de voyage, en alternance avec des textes de fictions et des chroniques. L'écriture de Bernard Berrou c'est avant tout un travail exigeant sur la langue. On peut approcher son style de la poésie en prose.
Le samedi 6 octobre 2018 à Plougastel-Daoulas, devant la menace de mise en couleurs du grand calvaire, Bernard Berrou lance « l'appel du 6 octobre » pour protéger les calvaires de Bretagne: « Le granit breton est notre pierre précieuse, symbole d'une identité forte, inaltérable. Vouloir colorer le granit des calvaires est une atteinte à l'âme bretonne. Résistez à l'art pompier, résistez à ceux qui veulent redéfinir l'art sacré, résistez aux apprentis sorciers qui prétendent réinventer la poésie bretonne ».
Bernard Berrou est membre du collectif Les Plumes du paon, qui vise à promouvoir la production littéraire du Pays Bigouden.

## Prix littéraires
- Prix Pierre Mocaër 1996 pour Une saison en Irlande  (éditions Terre de Brume)
- Grand prix des écrivains bretons 2000 pour Le Voyage d'octobre  (éditions Terre de Brume)
- Grand prix des Iles du Ponant 2014 conjointement avec le photographe Didier Houeix pour Irlande, The West  (éditions Locus-Solus)
- Prix Bretagne 2018 pour l'ensemble de son œuvre

## Publications
- Une saison en Irlande, préface de Daniel Yonnet, éditions Terre de Brume, 1996
- Le Voyage d'octobre, éditions Terre de Brume, 1999
- Lettres du Ponant, éditions Terre de Brume, 2001
- Le Rendez-vous, éditions Blanc-Silex, 2002
- Irlande, voyage intimiste, avec les photographies de Jean Hervoche, éditions Terre de Brume, 2003
- Un passager dans la baie, éditions La Part Commune, 2005
- Sunny Park, éditions Terre de Brume, 2007
- La Haute Route, carnet du GR20, éditions Terre de Brume, 2009
- Errances irlandaises et autres textes, éditions Terre de Brume, 2011
- Je vous écris d'Irlande, éditions Dialogues, 2012
- Irlande, the West, avec les photographies de Didier Houeix, éditions Locus-Solus, 2014
- Au pays de Bazaine, préface de Pierre Bergounioux, éditions Diabase, 2015
- La Madeleine, un hameau hors du temps, revue ArMen n° 208, septembre-octobre 2015
- Un Passager dans la baie suivi de Entre dunes et paluds, préface d'Alain-Gabriel Monot, éditions Locus-Solus, 2017
- La nuit des veuves, nouvelles, éditions des Montagnes Noires, 2017
- La Haute Route, Carnet du GR20, éditions Géorama, 2018
- Belvédères, éditions Locus-Solus, 2020
- Frontières d'Irlande, Editions Le Mot et le Reste, 2022
- Le Pays Bigouden n'est pas en Bretagne, avec des illustrations de Nono, Editions Locus-Solus, 2024

### Anthologies et ouvrages collectifs
- Promenades littéraires en Finistère, Nathalie Couilloud, Coop Breizh, 2009
- En Bretagne, ici et là : 40 lieux, 40 auteurs, ouvrage collectif, Keltia Graphic, 2009
- Scarweather, Autour d'un Bateau-Feu, Coop Breizh 2010
- Cinq livres d'artiste pour Un Passager dans la baie illustrés par Marianne Montchougny 2012
- Dix-sept livres d'artiste pour "les pierres levées", photographies de Sylvain Girard, 2013
- Auteurs des péninsules, photographies de Catherine Le Goff, textes d'Alain-Gabriel Monot, éditions Locus-Solus 2015
- Les Belles Lectrices, livre pauvre avec les photographies de Sylvain Girard, 2016
- Encrages de la vie, nouvelles sur des lavis de Didier Collobert, éditions de la Gidouille
- Le Sel de la Bretagne, les Presses de la Cité, 2021

### Préface
- La Fête de nuit de Xavier Grall, éditions Terre de Brume, 2010
- Sèmes semés de Denis Heudré (lauréat du prix Paul-Quéré 2015-2016), Les Editions Sauvages, collection Ecriterres, 2016